# You Should Have Left
Pour plus de détails, voir Fiche technique et Distribution.
You Should Have Left (littéralement « Tu aurais dû partir ») est un film d'horreur psychologique américain réalisé par David Koepp et sorti en 2020. Il s'agit d'une adaptation du roman allemand Du hättest gehen sollen (Tu aurais dû t'en aller) de Daniel Kehlmann, paru en 2016.

## Synopsis
Un après-midi, Théo Conroy (Kevin Bacon), banquier retraité, va rendre visite à sa femme, Susanna (Amanda Seyfried), actrice, sur un plateau de tournage. L'entrée lui est refusée par un agent de sécurité. Tandis qu'il attend d'obtenir une autorisation d'accès, il entend que Susanna est en train de tourner une scène d'amour, ce dont il est visiblement agacé. Plus tard, elle présente des excuses auprès de Théo, entraînant des malentendus, en mettant au clair le fait qu'elle l’a « mis sur la  liste des personnes agréées ». Mais Théo lui fait remarquer que l'agent de sécurité l'a reconnu et lui a quand même refusé le passage. Elle le taquine alors en lui disant : « tout le monde pense que tu es dangereux ».
Peu de temps après, le couple loue une maison isolée, très architecturale, au pays de Galles, pour profiter de vacances avec leur fille de 6 ans, Ella (Avery Tiiu Essex). Mais il s’y passe des choses étranges : le temps passe vite et le couple fait d'horribles cauchemars. Ils découvrent aussi ne pas avoir réservé la maison, bien que chacun ait pensé que l'un ou l'autre l'avait fait.
Une nuit, Ella voit une ombre à la silhouette masculine sur le mur. Le lendemain matin, alors que Théo écrit dans son journal de méditation, Ella et Susanna se baladent dans les bois. La fillette demande à sa mère « pourquoi les gens n'aiment pas papa ? » et cette dernière lui explique, à contrecœur, que la première épouse de Théo s'est noyée dans une baignoire, que des gens l'ont soupçonné de l'avoir tuée, mais qu'il a été innocenté lors du procès. Alors que Théo est en ville pour récupérer sa commande de provisions, le commerçant lui demande s'il a rencontré Stetler. Théo présume que Stetler est le propriétaire de la maison. Et quand le négociant lui donne mystérieusement une équerre triangulaire et lui dit de mesurer les angles, Théo est perplexe.
Théo est jaloux et se méfie de la secrète Susanna. Un soir, alors qu'elle prend un bain, il vérifie les messages sur le téléphone mobile, la tablette et l'ordinateur portable de son épouse. Tout y semble correct. Cette nuit-là, il fait un rêve où il voit que quelqu'un a écrit dans son journal : « Tu devrais partir. Vas-y maintenant ». Le lendemain matin, il regarde Ella et sa mère jouer dehors et décide d'envoyer un texto à cette dernière. Au même moment, il voit Susanna regarder son téléphone mobile, tandis qu'il entend une vibration sur le comptoir de la cuisine où se trouve un téléphone identique avec ses messages à l'écran. Se rendant compte qu'elle a un téléphone secret, il soupçonne qu'elle l'a trompé. Confrontée au fait, elle admet sa liaison avec un acteur et Théo lui impose de quitter les lieux pour un soir. Elle part séjourner dans une auberge du village.
Il retourne à son journal où quelqu'un a écrit : « Tu aurais dû partir. Maintenant c'est trop tard ». Plus tard, il constate une anomalie dans l'angle d'une pièce de la maison, entre le mur et le sol puis, aidé de sa fille, mesure la cuisine au dedans et au dehors : il constate qu'elle est plus grande à l'intérieur qu'à l'extérieur. Ella a froid et rentre chercher son manteau sous les yeux de son père resté à l'extérieur. Lorsqu'elle s’apprête à sortir, elle disparaît subitement. Tous les deux semblent éprouver des visions séparées dans le monde des rêves. Une fois les deux réunis, Théo téléphone à Susanna, pour lui demander de les récupérer et les emmener loin de la maison, mais son téléphone est éteint ou hors service. Il contacte alors le commerçant et lui demande s'il connaît des services de taxis dans la région. L'homme lui répond qu'il n'y en a pas, puis parle de la maison de manière cryptique, en disant que le diable y ramasse les âmes.
Désirant s'échapper de l'endroit, Théo et Ella décident de se rendre en ville à pied en pleine nuit, malgré le froid. À la limite du portail de l'entrée, ils voient une sombre silhouette dans la maison qui les observe. Terrifiés, ils s'en éloignent mais, après un certain temps, marchent péniblement. Théo porte alors Ella dans ses bras et lui assure qu'ils arrivent bientôt et qu'il voit les lumières du village. Abasourdi, il constate que ces lumières proviennent seulement de la maison louée : ils sont mystérieusement revenus sur leurs pas. Ne voyant aucune autre possibilité, et avec l'accord de sa fille apeurée, ils y retournent et y restent pour la nuit. Une fois au lit, Théo entre à nouveau dans le monde des rêves où il revoit son passé et son arrivée dans la maison avec Susanna et Ella. Peu de temps après, il rencontre enfin Stetler, qui a enlevé Ella. Théo le frappe, à plusieurs reprises, jusqu’à ce que Setler prenne son apparence pour le narguer, avant d'assurer qu'Ella sera rendue à condition que Théo fasse « ce qu'il doit faire ». Puis Ella est de retour, ce qui soulage Théo.
Le lendemain matin, Susanna est revenue à la maison. Théo, silencieux et portant Ella, se dirige vers la voiture, y place sa fille qu'il embrasse sur le front, et lui fait un signe d'adieu. Puis il se tourne vers Susanna à qui il avoue la vérité sur la mort de sa première épouse. Il ne l'a pas directement tuée, mais ne l'a pas sauvée de la noyade. Il l'a regardée mourir, car il se sentait malheureux avec elle depuis longtemps. Il dit qu'il se sent appartenir à la maison, que son âme est piégée à l'intérieur. Il est l'ombre mystérieuse qui se regardait partir avec Ella, la nuit précédente. Il a tenté de se mettre en garde en écrivant des messages dans son journal. La voix du commerçant ajoute que personne ne quitte la maison, que « cet endroit la retrouve ».

## Fiche technique
Sauf indication contraire, les informations mentionnées dans cette section peuvent être confirmées par la base de données cinématographiques IMDb,  présente dans la section « Liens externes ».
- Titre original : You Should Have Left
- Réalisation : David Koepp
- Scénario : David Koepp, d'après le roman intitulé Tu aurais dû t'en aller (Du hättest gehen sollen) de Daniel Kehlmann (2016)
- Musique : Geoff Zanelli
- Direction artistique : Adam Marshall et Kiera Tudway
- Décors : Sophie Becher
- Costumes : Susie Coulthard
- Photographie : Angus Hudson
- Montage : Derek Ambrosi
- Production : Kevin Bacon, Jason Blum et Dean O'Toole

Production déléguée : Derek Ambrosi, Couper Samuelson et Jeanette Volturno
Coproduction : Jennifer Scudder Trent, Beatriz Sequeira et Ryan Turek
- Société de production : Blumhouse Productions
- Société de distribution : Universal Pictures
- Pays d'origine :  États-Unis
- Langue originale : anglais
- Format : couleur
- Genre : drame, énigme, horreur
- Durée : 93 minutes
- Dates de sortie :
  - États-Unis : 18 juin 2020 (vidéo à la demande)
  - France : 28 octobre 2020 (vidéo à la demande)

## Distribution
- Kevin Bacon (VFB : Philippe Allard) : Théo Conroy / (VFB : Jean-Michel Vovk) Stetler
- Amanda Seyfried (VFB : Ludivine Deworst) : Susanna, actrice, épouse de Théo
- Avery Essex (VFB : Matilda Acquisto) : Ella, fille de Théo et de Susanna
- Colin Blumenau (en) (VFB : Michel Hinderyckx) : épicier du village
- Geoff Bell : Angus
- Lowri-Ann Richards : la petite femme

Source VF : le carton du doublage français sur RTL9.

## Production

### Développement
En mars 2018, il est annoncé que Kevin Bacon incarnerait le rôle principal et que David Koepp écrirait le scénario et réaliserait le film, adapté du roman du même titre de Daniel Kehlmann. David Koepp et Kevin Bacon avaient déjà collaboré en 1999, sur le film Hypnose (Stir of Echoes). Il est également annoncé que le film serait produit par Blumhouse Productions. En juin, Amanda Seyfried est engagée.

### Tournage
Le tournage a eu lieu dans différents endroits du Pays de Galles, dont la maison située dans le village de Llanbister, du comté de Powys, dans le pays de Galles central,.

### Musique
La musique du film est composée par Geoff Zanelli. Sous le label Back Lot Music, une maison de disque liée à Universal, sort la bande originale, sur les plateformes de streaming uniquement, le 18 juin 2020, date coïncidant avec celle de la sortie du film.

## Accueil
Originellement prévu pour une sortie en salles, le film sort en vidéo à la demande, le 18 juin 2020,,.